# Israel T. Hatch

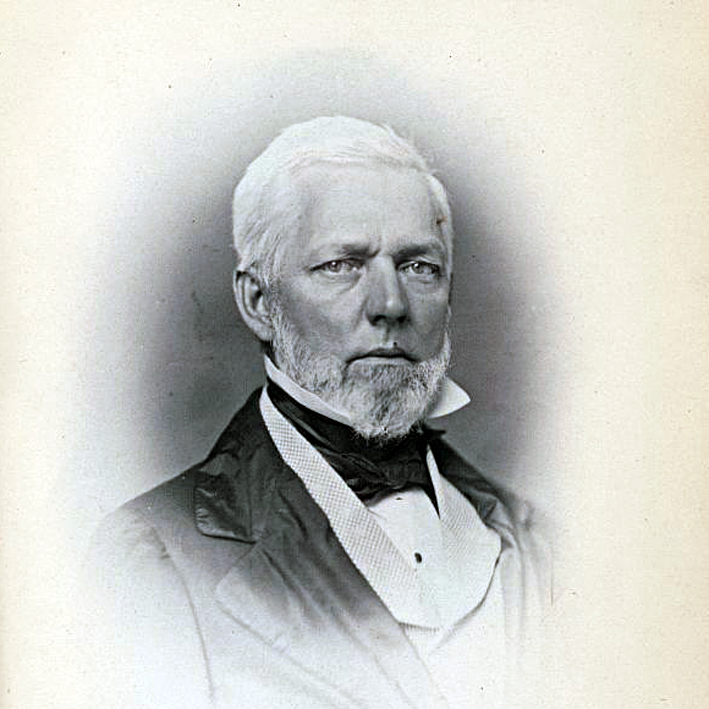
Israel T. Hatch (1859)

Israel Thompson Hatch (* 30. Juni 1808 in Johnstown, Fulton County, New York; † 24. September 1875 in Buffalo, New York) war ein US-amerikanischer Politiker. Zwischen 1857 und 1859 vertrat er den Bundesstaat New York im US-Repräsentantenhaus.

## Werdegang
Israel Hatch besuchte vorbereitende öffentlichen Schulen. Im Jahr 1829 absolvierte er das Union College in Schenectady. Nach einem Jurastudium und seiner Zulassung als Rechtsanwalt begann er in Buffalo in diesem Beruf zu arbeiten. In den Jahren 1829 bis 1831 fungierte er als stellvertretender Secretary of State von New York. In den Jahren 1833, 1834 und 1851 saß er als Abgeordneter in der New York State Assembly. Außerdem war er zwischen 1833 und 1836 Bezirksrat im Erie County. Hatch stieg auch in das Bankgeschäft ein und war von 1840 bis 1842 Präsident der Commercial Bank of Buffalo. Er war zudem im Getreidehandel tätig. Politisch schloss er sich der Demokratischen Partei an.
Bei den Kongresswahlen des Jahres 1856 wurde Hatch im 32. Wahlbezirk von New York in das US-Repräsentantenhaus in Washington, D.C. gewählt, wo er am 4. März 1857 die Nachfolge von Solomon G. Haven antrat. Da er im Jahr 1858 nicht bestätigt wurde, konnte er bis zum 3. März 1859 nur eine Legislaturperiode im Kongress absolvieren. Diese war von den Ereignissen im Vorfeld des Bürgerkrieges geprägt. Während seiner Zeit im Kongress war er Vorsitzender des Milizausschusses.
Zwischen November 1859 und März 1861 war Hatch Posthalter in Buffalo. Anschließend arbeitete er wieder als Anwalt und im Bankgewerbe. Außerdem befasste er sich mit Hebeanlagen und Hafendocks. In den Jahren 1867 und 1868 nahm er als Delegierter an einem Verfassungskonvent seines Staates teil. Danach war er bis 1870 amerikanischer Unterhändler bei Vertragsverhandlungen mit Kanada. Er starb am 24. September 1875 in Buffalo.